# Entephria gabalorum
Entephria gabalorum är en fjärilsart som beskrevs av Claude Herbulot 1962. Entephria gabalorum ingår i släktet Entephria och familjen mätare. Inga underarter finns listade i Catalogue of Life.